# Hastings Kamuzu Banda

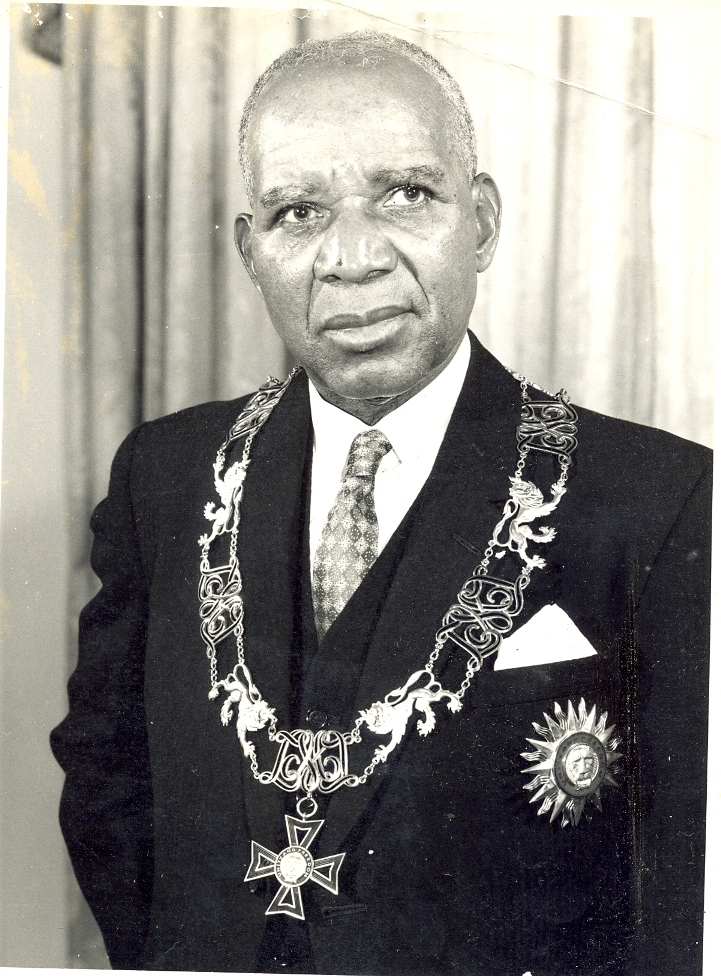
Hastings Kamuzu Banda

Hastings Kamuzu Banda, kurz Dr. Banda (* 14. Mai 1898 nahe Kasungu (nach anderen Angaben: 1902, 14. Mai 1905, 1906), damals Njassaland; † 25. November 1997 in Johannesburg, Südafrika) war Unabhängigkeitsführer, Minister in und seit 1966 Präsident von Malawi mit zunehmend diktatorischer Amtsausübung. Er regierte Malawi fast 30 Jahre, bis zu seiner Niederlage bei den Präsidentschaftswahlen im Mai 1994.

## Leben

### Schule, Studium und Praxis als Arzt im Vereinigten Königreich
Seine Schulbildung erlangte Hastings Banda an verschiedenen Missionsschulen der Church of Scotland in Njassaland und Südafrika. Die Schullaufbahn begann an der Missionsstation Livingstonia. 1915 begab er sich zu Fuß auf den Weg mit dem Ziel Lovedale in der Kapprovinz zu erreichen. Dabei legte er einen Zwischenstopp in Hartley ein, wo er vorübergehend im Krankenhaus für Schwarze als Pfleger tätig war. Die dort erlebten Verhältnisse empfand er als entsetzlich. Ein Onkel half ihm nach Johannesburg zu gehen, wo Hastings Banda eine Anstellung in einem Goldbergwerk fand. Mit den dort erarbeiteten Ersparnissen übersiedelte er in die Vereinigten Staaten und nahm an der Wilberforce Academy in Ohio ein Studium auf, das er 1928 mit einem akademischen Grad abschloss. Von hier erhielt er eine Empfehlung für einen Professor an der University of Chicago, der sich mit Bantusprachen befasste. Hier studierte Banda Geschichte und Politikwissenschaften, die er 1931 abschloss. Während dieser Zeit erinnerte er sich an seine Tätigkeit in dem Krankenhaus von Hartley und entschloss sich daher zu einem Medizinstudium. Daher schrieb er sich am Medical College in Nashville (Tennessee) ein und promovierte an dieser Einrichtung 1937 zum Doctor of Medicine.
Nach dieser intensiven Studienzeit übersiedelte er nach Großbritannien und nahm dort weitere Studiengänge auf, weil die amerikanischen Abschlüsse für ein ärztliches Praktizieren in britischen Territorien nicht zugelassen waren. Es folgten Studien für Tropenmedizin an der University of Glasgow und der University of Liverpool. Im Jahr 1941 lebte Banda in Liverpool und war als Arzt in Stadtteilen der ärmsten Einwohner tätig. Mitunter erließ er ihnen das Arzthonorar oder unterstützte sie anderweitig. An der University of Liverpool studierte er zwischen 1942 und 1944, wo er einen Abschluss als Allgemeinmediziner erwarb. In den Jahren 1945 bis 1953 praktizierte Banda als Arzt in London.

### Aktivitäten in Afrika
Bereits in Großbritannien begann er im Nyasaland African Congress sein Engagement gegen die umstrittene Föderation von Rhodesien und Njassaland. In diesem Kontext kam es zu einer zeitweilig engen Zusammenarbeit mit Jomo Kenyatta, Kwame Nkrumah (1945–1953) und George Padmore. 1953 verließ er London und baute eine Arztpraxis in Accra (Ghana) auf. Bis 1958 war Banda als praktizierender Arzt unter der Zongo-Bevölkerung in Kumasi (Ghana) tätig, ohne sich dabei an politischen Aktivitäten im Land zu beteiligen.
Am 6. Juli 1958 kehrte Banda auf Wunsch mehrere Akteure, beispielsweise Henry Chipembere – ein Abgeordneter des Föderationsstaates, nach Njassaland zurück und übernahm noch im selben Jahr die Führung des Nyasaland African Congress. Seine politischen Aktivitäten waren der Regierung der Föderation jedoch missliebig. Banda wurde deswegen in Gwelo (Südrhodesien) inhaftiert. 1959 wurde der Nyasaland African Congress während des am 3. März 1959 ausgerufenen Ausnahmezustands zur unrechtmäßigen Organisation erklärt. Am 30. September desselben Jahres gründeten daraufhin Verfechter der Unabhängigkeit, zu denen Banda gehörte, unter dem Vorsitz von Orton Chirwa die Malawi Congress Party. Banda selbst befand sich zu diesem Zeitpunkt noch in Haft und kam erst im Juli 1960 wieder frei. Die Lage im Protektorat Njassaland wurde von der Kolonialverwaltung mit Sorge betrachtet und es begannen am 1. April 1960 Verhandlungen unter Leitung des britischen Kolonialministers (Secretary of State for the Colonies) Iain Macleod.
Im Juli 1960 war Banda Teilnehmer an der Lancaster House Constitutional Conference in London.
Im folgenden Jahr trat Banda eine hohe Funktion an, von 1961 bis 1963 als Minister of Natural Resources and Local Government in der Protektoratsverwaltung von Njassaland. Er trat schließlich gegen die Central African Federation an, die 1963 aufgelöst wurde, und führte das Land 1964 unter dem Namen Malawi als nun selbständigen Staat, kurzzeitig noch unter der britischen Krone stehend, in die Unabhängigkeit.

### Staatsführung von Malawi
Am 1. Februar 1963 wurde er Premierminister von Njassaland, 1966 rief er die Republik Malawi aus und wurde ihr Präsident. Mit Erlangung dieser Spitzenstellung nannte er sich „Ngwazi“, was „Eroberer“ bedeutet. Sein vollständiger Titel lautete „Seine Exzellenz, der Präsident auf Lebenszeit (Paramount Chief) Dr. Hastings Kamuzu Banda, der Ngwazi“. Alle offiziellen Stellen in Malawi hatten diese Bezeichnung zu verwenden. Seit 1965 hatte Banda auch das Amt des Chancellor an der University of Malawi inne.
1971 erklärte er sich zum Präsidenten auf Lebenszeit und übernahm weitere Regierungsfunktionen wie Minister of External Affairs, Minister of Defence, Minister of Agriculture, Minister of Justice, Minister of Works and Supplies, Minister of Women's and Children's Affairs und Minister of Community Services. Sein prowestlicher Regierungsstil nahm immer mehr autokratische Formen an. Ernsthafte Oppositionsbestrebungen jenseits der Regierungspartei wurden repressiv behandelt. Seit 1977 verfügte Banda über eine umfassende Machtposition. Zusätzlich zu seinen Funktionen als Staatspräsident und Regierungschef Malawis war er Außenminister sowie Oberbefehlshaber der bewaffneten Kräfte seines Landes. Dazu zählte eine aus etwa 6000 Mitarbeitern bestehende Polizei und eine etwa 1500 Mann starke Armee.
Banda war einer der wenigen afrikanischen Herrscher, die diplomatische und weitreichende politische Beziehungen zu Südafrika während der Apartheid unterhielten, und galt deshalb unter vielen anderen afrikanischen Führern als Kollaborateur. Die Regierung Banda begann 1967 mit diplomatischen Beziehungen zu Südafrika. Es folgte eine intensive Entwicklung ökonomischer und militärischer Kooperationen. Nachdem 1968 der südafrikanische Außenminister Hilgard Muller in Malawi geweilt hatte, kam Banda 1969 zu einem Staatsbesuch nach Südafrika. Im selben Jahr reisten eine Parlamentariergruppe und eine Delegation des Afrikaanse Handelsinstituut nach Malawi. Am 6. Februar 1970 erstattete Hilgard Muller im südafrikanischen Parlament einen Bericht über die Beziehungen zu Malawi, woraufhin bekannt wurde, dass Südafrika einen Kredit von 8 Mio. Rand für den Aufbau der neuen malawischen Hauptstadt Lilongwe bewilligt habe und die IDC für Investitionen und Exporte 10 Mio. Rand einsetzen werde. Im Mai 1970 stattete Premierminister Vorster einen Gegenbesuch ab, die erste Staatsvisite eines südafrikanischen Regierungschefs in einem unabhängigen afrikanischen Staat. Um 1978 hielten sich 38.525 malawische Wanderarbeiter in Südafrika auf, mehr als beispielsweise aus Botswana oder Rhodesien.
Der südafrikanische Nachrichtendienst BOSS sowie dessen Nachfolgeinstitution NIS unterhielten sehr gute Beziehungen zur Regierung Bandas. Pieter Willem Botha nutzte die langjährigen Arbeitskontakte in der öffentlichen Darstellung seiner Außenpolitik als Beleg für „normale“ Beziehungen zu anderen afrikanischen Staaten.
Banda erlaubte Portugal während seines Kolonialkriegs, Ausrüstung und Truppen durch Malawi zu ihrem Einsatzgebiet zu bringen, was den Luftraum mit einschloss. Auch leistete er logistische Hilfe und verkaufte Treibstoff und andere Waren an die Portugiesen. Im Gegenzug erhielt er Geld und Waffen und portugiesische Truppen bildeten zeitweise malawische Sicherheitskräfte aus.
Bandas westlich geprägte Haltung war u. a. dafür verantwortlich, dass er die Kamazu-Akademie begründete, eine Schule nach dem Vorbild von Eton, in der malawische Kinder von ausländischen Lehrern in Latein und Altgriechisch unterrichtet wurden.
1994 veranlasste Banda schließlich demokratische Wahlen, bei denen er mit großem Abstand Bakili Muluzi, einem Yao aus dem Süden des Landes, unterlag. Banda trat widerstandslos ab. Die Malawi Congress Party, die er begründet hatte, blieb nach seinem Tod bestehen und verlor bereits nach einem Referendum von 1993 ihre große Bedeutung.

## Persönliches
Banda starb 1997 in der Garden City Clinic von Johannesburg mit Fieber und einer Lungenentzündung an Atemversagen. Die unterschiedlichen Angaben über sein erreichtes Lebensalter resultieren aus differierenden Angaben des Krankenhauses und malawischen Regierungsquellen.

## Schrifttum über Banda
- Edwin S. Munger: President Kamuzu Banda of Malawi. (= Field Staff reports. Africa. Central & Southern Africa series / American Universities Field Staff) New York 1969
- Philip Short: Banda. Routledge & Kegan Paul, London 1974
- K. K. Virmani: Dr. Banda: in the making of Malawi. Kalinga Publications, Delhi 1992
- John Lloyd Lwanda: Kamuzu Banda of Malawi: a study in promise, power and legacy (Malawi under Dr Banda 1961 to 1994). (= Kachere Book; 51) Kachere Series, Zomba 2009 (erste Auflage: Dudu Nsomba Publ., Glasgow 1993)